# Gustavo Tempone
Gustavo Ernesto Tempone (Mar del Plata, 14 aprile 1971) è un ex calciatore argentino naturalizzato peruviano, di ruolo centrocampista.